# Laran (mythologie)

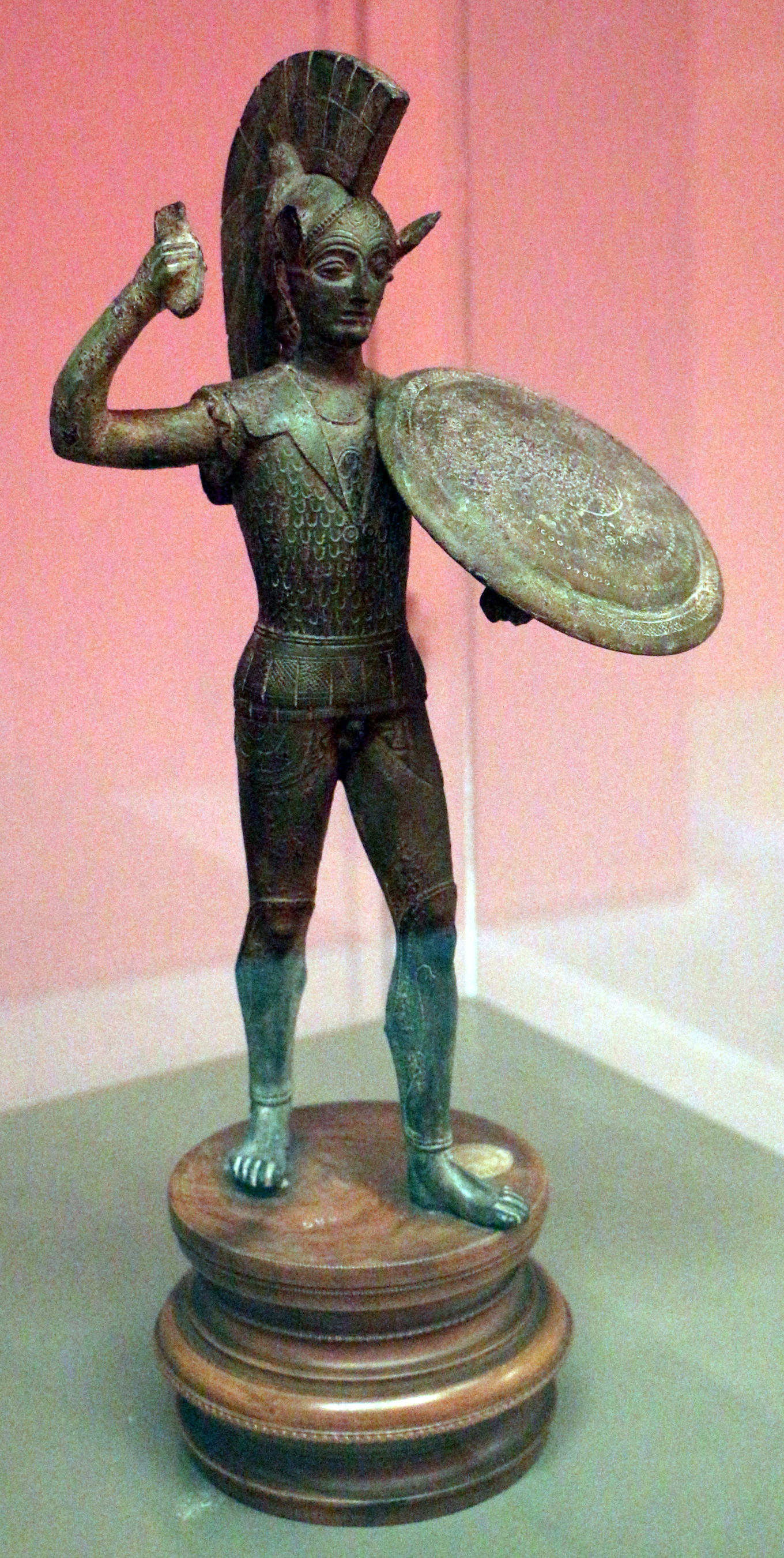
Laran, 500-450 a.C. circa, Museo archeologico nazionale, Florence

Laran is een figuur uit de Etruskische mythologie. Hij is de zoon van Tinia en Uni. Laran is de oorlogsgod, en daarmee de Etruskische equivalent van de Griekse god Ares en de Romeinse god Mars.
De Etruskische goden lijken veel op de Romeinse en Griekse goden, omdat deze volken vaak handelden en zo in aanraking kwamen met elkaars godsdienst.
Aplu · 
Artume · 
Calu · 
Charun · 
Fufluns · 
Hercle · 
Laran · 
Lasa · 
Mean · 
Menrva · 
Nethuns · 
Phersipnei · 
Satre · 
Sethlans · 
Thalna · 
Tinia · 
Turms · 
Uni ·
Vanth